# Dezider Cimra
Dezider Cimra (25. dubna 1933 Zvolen – 13. července 2010) byl slovenský fotbalista, útočník a záložník a fotbalový funkcionář. Vystudoval právnickou fakultu UK v Bratislavě a pracoval v oblasti kriminalistiky.

## Fotbalová kariéra
Hrál za NV Bratislava a ČH Bratislava. V československé lize nastoupil ke 167 utkáním a dal 25 gólů. Mistr Československa v roce 1951 a v roce 1959. Dorostenecký mistr republiky 1950. V juniorské reprezentaci nastoupil ve 5 utkáních a dal 1 gól, za reprezentační B-tým nastoupil v 7 utkáních a dal 3 góly.

## Ligová bilance
| Ročník                                     | Zápasy | Góly | Klub                |
| ------------------------------------------ | ------ | ---- | ------------------- |
| Mistrovství československé republiky 1951  | -      | 0    | Sokol NV Bratislava |
| Mistrovství československé republiky 1952  | -      | 5    | NV Bratislava       |
| Přebor československé republiky 1953       | 12     | 3    | ČH Bratislava       |
| Přebor československé republiky 1954       | 22     | 1    | ČH Bratislava       |
| Přebor československé republiky 1955       | 21     | 2    | ČH Bratislava       |
| 1. československá fotbalová liga 1956      | 19     | 4    | ČH Bratislava       |
| 1. československá fotbalová liga 1957/1958 | 26     | 7    | ČH Bratislava       |
| 1. československá fotbalová liga 1958/1959 | 17     | 4    | ČH Bratislava       |
| 1. československá fotbalová liga 1959/1960 | 16     | 0    | ČH Bratislava       |
| 1. československá fotbalová liga 1960/1961 | 13     | 1    | ČH Bratislava       |
| 1. československá fotbalová liga 1962/1963 | 1      | 0    | ČH Bratislava       |
| CELKEM 1. liga                             | 167    | 25   |                     |

## Funkcionářská kariéra
V letech 1978–1986 předseda Slovenského fotbalového svazu a místopředseda Československého fotbalového svazu.